# Journal of Biosocial Science
Das Journal of Biosocial Science ist eine interdisziplinäre Fachzeitschrift für Forschungsfelder, die die Biologie und Soziologie betreffen (ISSN 0021-9320). Hierzu zählen Themen wie Demografie, Gerontologie, Epidemiologie und Kriminologie. Sie erscheint in Cambridge.